# Prosogyrotrigoniidae
Prosogyrotrigoniidae zijn een uitgestorven familie van tweekleppigen uit de orde Trigonioida.

## Taxonomie
De volgende geslachten zijn bij de familie ingedeeld:
- † Praegonia Fleming, 1962
- † Prorotrigonia Cox, 1952
- † Prosogyrotrigonia Krumbeck, 1924